# Mario's Early Years!
Mario's Early Years! és el nom que rep una trilogia de videojocs educatius infantils que van sortir el 1993 per a ordinadors personals MS-DOS i el 1994 per a consoles Super Nintendo Entertainment System. Protagonitzats per personatges de Mario sota llicència de Nintendo, van ser desenvolupats i publicats per The Software Toolworks, que també van treballar en jocs com Mario is Missing! o Mario's Time Machine.

## Jocs
- Mario's Early Years! Fun with Letters ensenya lliçons bàsiques de llengua anglesa: com construir frases, la primera i l'última lletra de les paraules, i l'alfabet i els seus sons.[1][2] La revista Computer Gaming World va dir que la versió de PC mantenia prou l'equilibri entre activitats passives i actives per mantenir els nens entretinguts durant hores.[3] Al Regne Unit, va sortir amb el nom Mario Teaches Words.
- Mario's Early Years! Fun with Numbers ensenya els nombres, a comptar, a comparar, a ordenar i a identificar formes i xifres.[4][3] Al Regne Unit, va sortir amb el nom Mario Teaches Sums.
- Mario's Early Years! Preschool Fun ensenya el cos humà, a escoltar, els oposats, els colors i el temps (això últim exceptuant en la primera versió americana).[5] La revista Nintendo Power va criticar la manca de jugabilitat més enllà de resoldre activitats, que pot fer-se tediós fins i tot per a un infant, així com també la "pesada" veu digital que narra els exercicis.[6] Al Regne Unit, va sortir amb el nom Mario's Playschool.

En cadascun dels jocs, el concepte és el mateix: el jugador ha d'escollir una illa, representant una activitat diferent, i anar seguint els passos que es llegeixen en veu alta. Les versions de SNES i de MS-DOS presenten lleugeres variacions. En la versió MS-DOS de cadascun dels jocs, s'inclou una illa on s'hi poden sentir i veure's representades cançons infantils. Els dos últims jocs, a part d'estar en anglès, també van estar traduïts al francès i a l'alemany.
L'any 1994 va sortir als EUA una compilació per a MS-DOS de tots tres jocs en un CD-ROM, anomenada Mario's Early Years! CD-ROM Collection.